# Colias staudingeri
Colias staudingeri är en fjärilsart som beskrevs av Alphéraky 1881. Colias staudingeri ingår i släktet Colias och familjen vitfjärilar. Inga underarter finns listade i Catalogue of Life.

## Bildgalleri

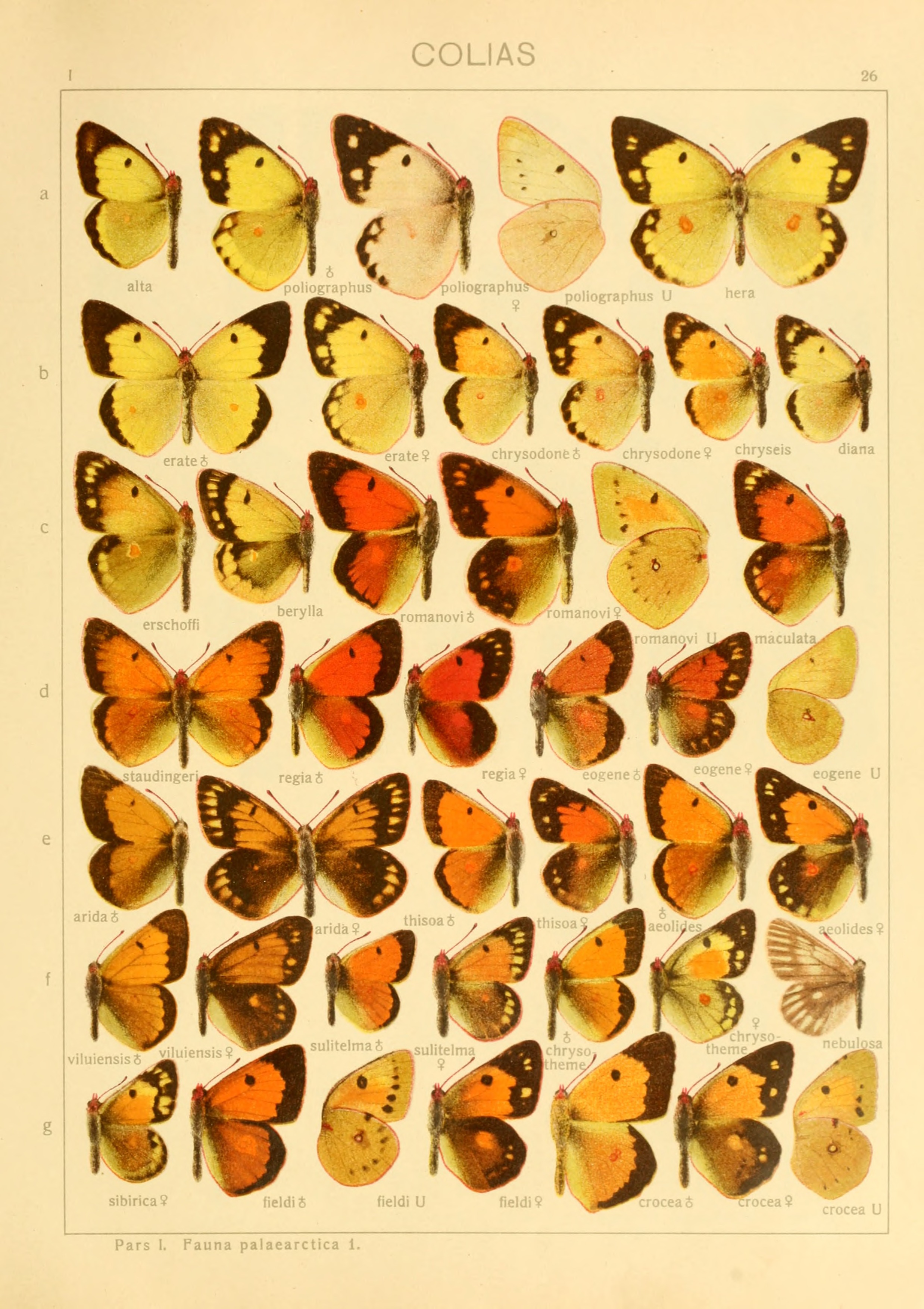